# Gen Tomii
Gen Tomii (jap. 富井彦 Tomii Gen; ur. 30 maja 1973 w Nozawa Onsen) – japoński narciarz, specjalista kombinacji norweskiej, zawodnik klubu Snow Brand Milk.

## Kariera
Po raz pierwszy na arenie międzynarodowej Gen Tomii pojawił się w sezonie 1995/1996 Pucharu Świata B. Zajął wtedy 41. pozycje  klasyfikacji generalnej. W zawodach tego cyklu startował do sezonu 2003/2004, najlepsze wyniki osiągając w edycji 1997/1998, kiedy to był drugi w klasyfikacji, minimalnie ulegając Norwegowi Larsowi Andreasowi Østvikowi. Siedmiokrotnie stawał na podium zawodów tego cyklu, za każdym razem zajmując trzecie miejsce.
W Pucharze Świata zadebiutował 24 listopada 1998 roku w Rovaniemi, gdzie zajął 5. miejsce w sprincie. Tym samym już w swoim debiucie zdobył pucharowe punkty. W klasyfikacji tego sezonu zajął 17. miejsce, co było najlepszym wynikiem w historii jego startów w Pucharze Świata. W całej swojej karierze Tomii nigdy nie stał na podium indywidualnych zawodów tego cyklu.
Pierwsza dużą imprezą w jego karierze były Igrzyska Olimpijskie w Nagano w 1998 roku, gdzie wspólnie z kolegami zajął piąte miejsce w zawodach drużynowych. Cztery lata później, podczas Igrzysk Olimpijskich w Salt Lake City Japończycy spisali się słabiej, zajmując ósmą pozycję, a indywidualnie Tomii zajął 33. miejsce w zawodach metodą Gundersena. W 1999 roku wystąpił na Mistrzostwach Świata w Ramsau. W drużynie ponownie zajął piąte miejsce, a zarówno w sprincie jak i Gundersenie plasował się w trzeciej dziesiątce. Startował także na Mistrzostwach Świata w Lahti w 2001 roku oraz Mistrzostwach Świata w Val di Fiemme w 2003 roku, jednak osiągał jeszcze słabsze wyniki. W 2004 roku postanowił zakończyć karierę.

## Osiągnięcia

### Igrzyska Olimpijskie
| Miejsce | Dzień     | Rok  | Miejscowość    | Konkurencja          | Wynik zwycięzcy | Strata      | Zwycięzca      |
| ------- | --------- | ---- | -------------- | -------------------- | --------------- | ----------- | -------------- |
| 5.      | 20 lutego | 1998 | Nagano         | Sztafeta K-90/4x5 km | 54:11.5 min     | +2:07.3 min | Norwegia       |
| 33.     | 9 lutego  | 2002 | Salt Lake City | Gundersen K-90/15 km | 39:11.7 min     | +6:03.7 min | Samppa Lajunen |
| 8.      | 14 lutego | 2002 | Salt Lake City | Sztafeta K-90/4x5 km | 48:42.2 min     | +3:44.3 min | Finlandia      |

### Mistrzostwa świata
| Miejsce | Dzień     | Rok  | Miejscowość   | Konkurencja          | Wynik zwycięzcy | Strata      | Zwycięzca        |
| ------- | --------- | ---- | ------------- | -------------------- | --------------- | ----------- | ---------------- |
| 29.     | 20 lutego | 1999 | Ramsau        | Gundersen K-90/15 km | 37:04.8 min     | ?           | Bjarte Engen Vik |
| 5.      | 25 lutego | 1999 | Ramsau        | Sztafeta K-90/4x5 km | 49:34.2 min     | +2:30.5 min | Finlandia        |
| 27.     | 27 lutego | 1999 | Ramsau        | Sprint K-90/7.5 km   | 17:48.4 min     | ?           | Bjarte Engen Vik |
| 35.     | 16 lutego | 2001 | Lahti         | Gundersen K90/15 km  | 39:26.7 min     | ?           | Bjarte Engen Vik |
| 5.      | 20 lutego | 2001 | Lahti         | Sztafeta K-90/4x5 km | 48:54.1 min     | +1:04.8 min | Norwegia         |
| 45.     | 28 lutego | 2003 | Val di Fiemme | Sprint K-120/7.5 km  | 18:47.8 min     | +3:30.1 min | Johnny Spillane  |

### Puchar Świata

#### Miejsca w klasyfikacji generalnej
- sezon 1998/1999: 17.
- sezon 1999/2000: 27.
- sezon 2000/2001: 32.
- sezon 2001/2002: 24.
- sezon 2002/2003: -
- sezon 2003/2004: 48.

#### Miejsca na podium chronologicznie
Tomii nigdy nie stał na podium indywidualnych zawodów Pucharu Świata.

### Puchar Kontynentalny

#### Miejsca w klasyfikacji generalnej
- sezon 1995/1996: 41.
- sezon 1997/1998: 2.
- sezon 2002/2003: 13.
- sezon 2003/2004: 13.

#### Miejsca na podium chronologicznie
| Nr | Data             | Miejscowość   | Konkurencja         | Wynik zwycięzcy | Pozycja | Strata | Zwycięzca       |
| -- | ---------------- | ------------- | ------------------- | --------------- | ------- | ------ | --------------- |
| 1. | 27 stycznia 1998 | Eisenerz      | Gundersen K90/15 km | ?               | 3.      | ?      | Sven Koch       |
| 2. | 14 marca 1998    | Štrbské Pleso | Sprint K115/15 km   | ?               | 3.      | ?      | Andrea Cecon    |
| 3. | 16 stycznia 2001 | Val di Fiemme | Gundersen K90/15 km | ?               | 3.      | ?      | Antti Kuisma    |
| 4. | 17 stycznia 2001 | Liberec       | Gundersen K90/15 km | ?               | 3.      | ?      | Marcel Höhlig   |
| 5. | 7 grudnia 2003   | Rovaniemi     | Gundersen K90/15 km | ?               | 3.      | +2.2 s | Christian Beetz |

### Letnie Grand Prix

#### Miejsca w klasyfikacji generalnej
- 2002: 24.

#### Miejsca na podium chronologicznie
Tomii nigdy nie stał na podium indywidualnych zawodów LGP.